# Anamorfosi
Anamorfosi is een compositie van Salvatore Sciarrino.
Sciarrino staat bekend om zijn extreme muziek voor zowel piano solo als orkest. Soms zeer zacht en dan weer gewelddadig. Anamorfosi is een voor Sciarrino atypisch werk. Hij nam Maurice Ravels Jeux d'eau als uitgangspunt en verwerkte daarin Singing in the Rain. Door de introductie van Ravels muziek, past deze compositie veel meer in de traditie van pianomuziek binnen de klassieke muziek dan de andere werken, die hij voor piano solo opleverde. Opvallend is het slot; het werk lijkt onaf.
De eerste uitvoering werd gegeven door Antonio Ballista op 19 december 1981 in het Teatro Communale te Alessandria. Het werk is daarna meerdere malen opgenomen.